# الغيظة السفلى (وادي العين)

تعديل مصدري - تعديل

الغيظة السفلى هي إحدى قرى عزلة وادي العين بمديرية حورة التابعة لمحافظة حضرموت، بلغ تعداد سكانها 122 نسمة حسب تعداد اليمن لعام 2004.